# Empee Tanong
Empee Tanong is een bestuurslaag in het regentschap Aceh Besar van de provincie Atjeh, Indonesië. Empee Tanong telt 460 inwoners (volkstelling 2010).